# Madame Du Barry (película de 1934)
Madame Du Barry es una película dramática-histórica protagonizada por Dolores del Río. Dirigida por William Dieterle, fue estrenada el 13 de octubre de 1934 en Estados Unidos. Basada en la vida de la cortesana francesa Madame du Barry.

## Argumento
El rey Luis XV de Francia (Reginald Owen), no está satisfecho con lo aburrido que resulta que todo el mundo lo trate con guantes de seda, cuando Richelieu (Osgood Perkins) lo presenta a una mujer común, sin prejuicio moral, Madame DuBarry (Dolores del Río). El rey es cautivado y comienza la decadencia de la aristocracia francesa. La boda de su nieto, el Delfín (Maynard Holmes), con María Antonieta de Austria (Anita Louise), está muy cerca.
Madame DuBarry, sin darse cuenta de que el rey tiene casi 60 años de edad, le pide dar un paseo en trineo en verano, por lo que todo el azúcar de Francia es utilizado para simular nieve. El duque Armand d'Aiguillon (Victor Jory) y el duque de Choiseul (Henry O'Neill) son los líderes en la corte del rey. El duque d'Aiguillon se enamora de DuBarry cuando ella aparece en la corte en camisón. Las tres hijas del rey, conspiran con la duquesa de Gramont (Verree Teasdale) para asegurarse de expulsar a Du Barry de la corte, cuando d'Aiguillon se convierte en confidente de Du Barry y la manipula para lograr sus objetivos políticos.

## Reparto
- Dolores del Río como Madame Du Barry.
- Reginald Owen como El Rey Luis XV de Francia.
- Victor Jory como el duque Armand d'Aiguillon.
- Osgood Perkins como el duque de Richelieu.
- Verree Teasdale como la Duquesa de Granmont.
- Fernando Gottschalk como Lebel.
- Anita Louise como María Antonieta.
- Maynard Holmes como el Delfín Luis.
- Henry O'Neill como el duque de Choiseul.
- Halliwell Hobbes como embajador inglés.

## Otras versiones
| Año  | Película                          | Director           | Actriz         |
| ---- | --------------------------------- | ------------------ | -------------- |
| 1915 | DuBarry                           | Edoardo Bencivenga | Leslie Carter  |
| 1917 | Madame Du Barry                   | J. Gordon Edwards  | Theda Bara     |
| 1919 | Madame du Barry                   | Ernst Lubitsch     | Pola Negri     |
| 1930 | Du Barry, Mujer de Pasión         | Sam Taylor         | Norma Talmadge |
| 1935 | I Give My Heart                   | Marcel Varnel      | Gitta Alpar    |
| 1943 | Du Barry era una Dama             | Roy Del Ruth       | Lucille Ball   |
| 1954 | Madame du Barry                   | Christian-Jaque    | Martine Carol  |
| 1956 | María Antonieta, reina de Francia | Jean Delannoy      | Anne Carrère   |
| 1975 | Marie-Antoinette                  | Guy-André Lefranc  | Martine Carol  |
| 2006 | María Antonieta                   | Sofia Coppola      | Asia Argento   |